# Stolb
Stolb (Russisch: Столб; "pilaar") is een eiland in de Lena in de Russische autonome republiek Jakoetië. Het eiland ligt in de Lenadelta op de plek waar de Lena zich scheidt in twee grote stroombeddingen: De Bolsjaja Trofimovskaja naar het noorden en de Bykovskaja naar het oosten. Aan zuidzijde stroomt de stroombedding Olenskaja naar het westen en aan noordwestzijde ligt de zandbank Ebe Koemiga. Aan overzijde van de rivier ligt (aan zuidzijde van de Bykovskaja) het poolstation Stolb (of Sokol).
Het rotsachtige eiland bestaat uit Devonisch carbonaatgesteente (ca. 400 miljoen jaar oud) dat oploopt tot 114 meter. Het noordelijkste punt van het eiland is Kaap Krest-Toemsa. Hoewel het eiland 'pilaar' wordt genoemd lijkt het eerder op een steile afgeplatte heuvelrug. Vanaf het hoogste punt van het eiland heeft de bezoeker een weids uitzicht over de Lenadelta. Door het temperatuurverschil van het relatief warme wateroppervlak van de Lena en de relatief koudere luchtmassa's ontstaan soms luchtspiegelingen die het eiland vanaf het water lijken te doen zweven boven de golven.
Volgens een lokale legende is het eiland geschapen door een sjamaan om de geest van zijn dochter een plaats te geven nadat zij was gedood in de strijd met zijn vijanden. Op de top staat een oud steenmannetje, dat geplaatst werd door lokale sjamanistische gelovigen, die er offers brachten zoals munten. Leden van een expeditie onder leiding van F. Matien in 1920 (volgens hun metingen was het eiland 104 meter hoog) plaatsten er een stenen pilaar naast ter hoogte van een sazjen. Ook werd er een monument geplaatst ter nagedachtenis aan de Amerikaanse ontdekkingsreiziger George W. DeLong, wiens schip Jeanette in de zomer van 1881 in de Lenadelta door het ijs werd verpletterd. Omdat Stolb het enige rotseiland in de verre omtrek is dat niet onderloopt in de lente is wordt er wel gespeculeerd dat er een Duitse basis moet zijn geweest tijdens de Tweede Wereldoorlog als onderdeel van Operatie Wunderland. Hiervoor is echter geen bewijs.